# NGC 3019
NGC 3019 is een spiraalvormig sterrenstelsel in het sterrenbeeld Leeuw. Het hemelobject werd op 21 maart 1854 ontdekt door de Ierse astronoom William Parsons.

## Synoniemen
- MCG 2-25-44
- ZWG 63.81
- PGC 28295